# معمای امنیت

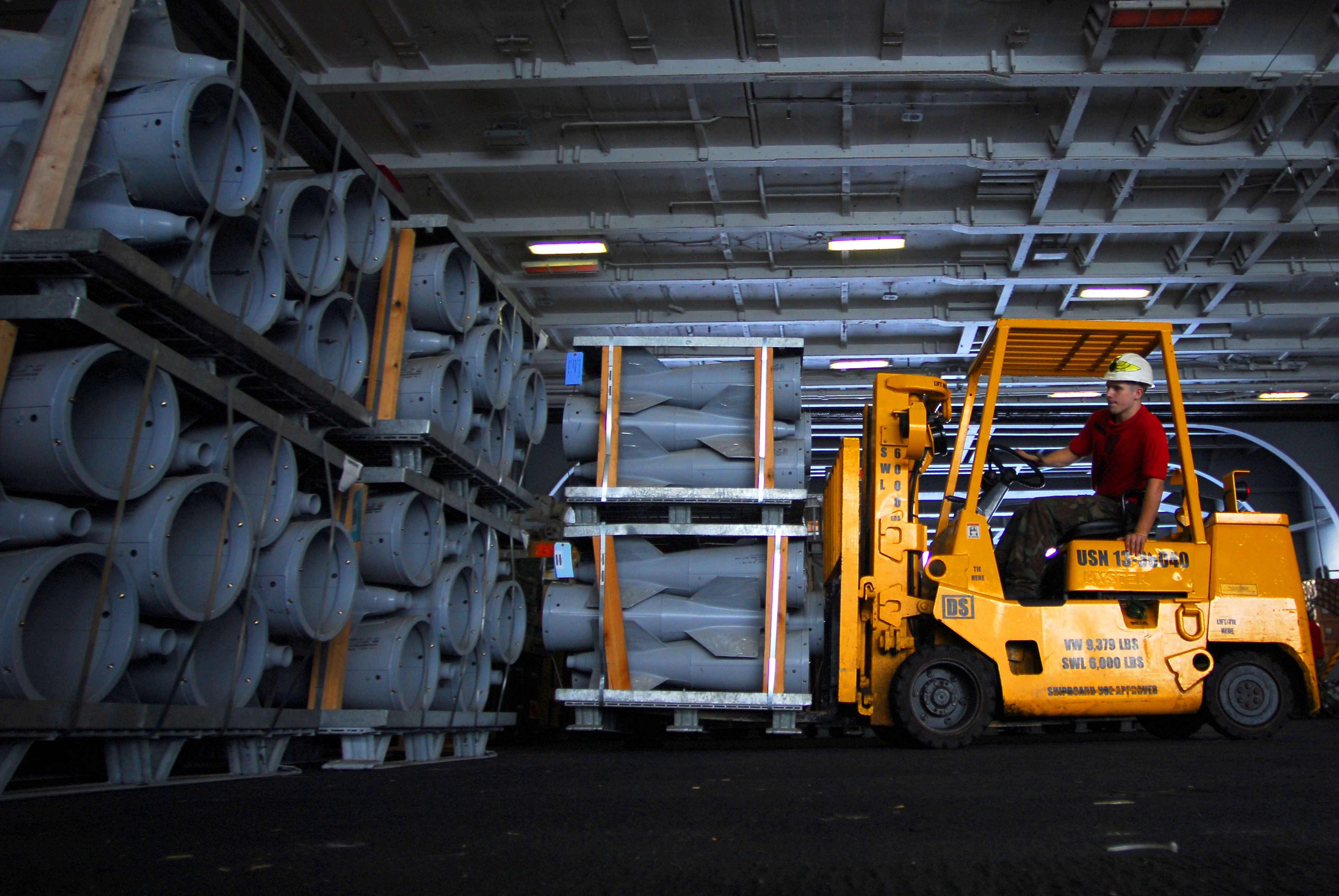
معمای امنیت: نظریه‌پردازی و ایجاد قواعد در زمینه امنیت ملی

معمای امنیت (به انگلیسی: Security Dilemma) که به عنوان یک مدل مارپیچی به آن اشاره می‌شود، اصطلاحی است در روابط بین‌الملل که به وضعیتی اشاره دارد که در آن اقدامات یک دولت در جهت افزایش ضریب امنیتی خود، از جمله افزایش قدرت نظامی یا ایجاد اتحادهای سیاسی یا نظامی با دیگر دولت‌ها، می‌تواند منجر به ایجاد سوءظن در نزد دیگر دولت شود که می‌تواند چرخه ای از عمل و عکس‌العمل را به‌وجود آورد و باعث دامن زدن و انتقال نگرانی‌های دو یا چند طرف در سطوح بالاتر شود و ناامنی را تشدید کند. این امر به صورت بالقوه می‌تواند منجر به تولید و افزایش تنش و حتی ایجاد نزاع میان دولت‌ها شود؛ در حالی که هیج یک از دولت‌ها واقعاً خواستار آن نبوده‌اند.
معمای امنیت نوعی تنگنای راهبردی دوسطحی در روابط میان دولت‌ها و دیگر بازیگران است که هر سطح آن از دو قضیه به هم مرتبط تشکیل می‌شود که تصمیم گیران ناچارند یکی از آن دو را انتخاب کنند.

## پی‌نوشت‌ها
1. ↑  Jervis, R. "Cooperation under the Security Dilemma," World Politics vol. 30, no.2 (January 1978), pp. 167–174; and Jervis, R. Perception and Misperception in International Politics (Princeton, N.J. : Princeton University Press, 1978), pp. 58–113
2. ↑  گریفیتس، دانشنامه روابط بین‌الملل و سیاست جهان، ۹۱۲.